# Julie du Page
Julie Estelle Andrée Christiane Pichard du Page, née le 6 octobre 1973 à 
Paris 16e, est une actrice française et québécoise.

## Biographie
Née à Paris, Julie du Page a passé une grande partie de sa vie à Montréal.
Elle est la mère de la chanteuse Billie du Page, née en 2004.

## Filmographie
- 1989: Videoway  (Dramatique Publicitaire) : Hélène
- 1992 : Scoop (série télévisée) : Sophie / Carla
- 1993 : Au nom du père et du fils (série télévisée) : Léonie Lafresnière (25 years old)
- 1993 : Monsieur Ripois (TV) : Nancy
- 1994 : Extrême Limite (série télévisée)
- 1994 : L'Ours en peluche
- 1994 : Highlander (saison 2, épisode 17 : Le manipulateur) : Nicole
- 1996 : Hors limites
- 1996 : Les Steenfort, maîtres de l'orge (feuilleton TV) : Adrienne
- 1997 : Le Jour et la Nuit : Norma
- 1998 : H (série télévisée) : Corinne (Saison 1, ép. 11)
- 1998 : Les Cordier, juge et flic (série télévisée) : Marie-Sophie Maurin (Saison 5, ép. 2)
- 1999 : Jusqu'à ce que la mort nous sépare (TV) : Nathalie
- 2000 : Sous le soleil (série télévisée) : Lucie (Saison 5, notamment dans l'épisode 37 "Autorité parentale")
- 2000 : On n'est pas là pour s'aimer (TV) : Carole
- 2002 : Le Raid : Cécilia Gautier, la journaliste
- 2003 : En sursis (Cradle 2 the Grave) : French Buyer
- 2003 : Trahisons (Betrayal) : Jayne Ferré
- 2003 : Un pied dans la tombe (avec Jet Li, DMX, Tom Arnold, Kelly Hu, Gabrielle Union, etc). Acheteuse d'armement nucléaire.
- 2004 : Lance et compte : La Reconquête (série télévisée) : Valérie Nantel
- 2005 : La Vie avec mon père : Macha
- 2006 : Lance et compte : La Revanche (série télévisée) : Valérie Nantel
- 2006 : Désaccord parfait : Isabelle Carrington
- 2008 : Transit : Julie
- 2009 : Je me souviens : Marguerite Karsh
- 2010 : Ni plus ni moi (série télévisée) : Caroline
- 2011 : Coteau rouge d'André Forcier : Mariette
- 2012 : Manigances : Annick Pierre
- 2013 : Unité 9 (TV) : Arlette, ex de Normand Despins
- 2019 : 5e rang  : Sophie Duhamel, sergent détective